# Heinkel HeS 1
Le Heinkel HeS 1, de l'allemand : « Heinkel Strahltriebwerke » (« Moteur à réaction Heinkel »), fut le premier moteur à réaction allemand à fonctionner, sur banc, à l'hydrogène gazeux.

## Historique
En 1933, Hans von Ohain écrivit sa thèse à l'Université de Göttingen au sujet d'un microphone optique, qui pourrait être utilisé pour enregistrer du son directement sur un film. La société Siemens acheta le brevet pour un montant de 3 500 Reichsmarks, une somme importante à l'époque. Von Ohain utilisa cet argent pour investir dans son sujet favori, la turbine à gaz. En 1934, il attribua un contrat à son mécanicien Max Hahn, pour construire un prototype de son concept. Plus tard désigné « le moteur de garage », il brûla rapidement, en raison des matériaux employés peu résistants aux hautes températures. Le concept fut néanmoins une réussite et suscita l'intérêt de son professeur, Robert Pohl.
En février 1936, Robert Pohl écrivit à Ernst Heinkel, de la part de Hans von Ohain, lui décrivant le concept et ses possibilités. Heinkel organisa une réunion à laquelle ses ingénieurs purent mettre von Ohain sur le gril pendant des heures, pendant lesquelles il a carrément déclaré que le « moteur de garage » dans l'état actuel ne fonctionnerait jamais, mais qu'il n'y avait rien de mauvais dans sa conception générale. Les ingénieurs furent convaincus, et, en avril 1936, Von Ohain et Hahn s'installèrent dans l'usine Heinkel de l'aérodrome de Marienehe, à côté de Rostock, en Allemagne (Warnemünde).
Une fois installée, l'équipe de Von Ohain effectua pendant deux mois une étude de l'écoulement des flux dans le moteur, et plusieurs améliorations furent apportés au concept initial. Bien plus satisfaits des résultats, ils décidèrent de construire un nouveau moteur intégrant toutes les modifications apportées au précédent. Fonctionnant en brûlant de l'hydrogène gazeux, ce moteur, le « Heinkel Strahltriebwerke 1 », pour « Turboréacteur Heinkel 1 » en allemand, fut construit en empruntant certains des meilleurs ingénieurs de l'entreprise, au grand dam des superviseurs d'atelier. Hahn, quant à lui, continua à travailler sur les problèmes de combustion, un domaine dans lequel il avait une certaine expérience.
Le moteur était extrêmement simple, constitué en grande partie en tôle. La construction commença vers la fin de l'été 1936 et s'acheva en mars 1937. La première mise en route fut effectuée en septembre 1937, mais la haute température de l'échappement conduisit à beaucoup « brûler » le métal. Bien que le moteur n'ait jamais été destiné à sortir du banc d'essais, il avait prouvé que le concept de base était fonctionnel.
Pendant que les travaux sur le HeS 1 se poursuivaient, l'équipe était déjà passée à la conception d'un moteur destiné à voler, le HeS 3.